# Atletismo nos Jogos Pan-Americanos de 1959 - Lançamento de dardo feminino
A prova do lançamento de dardo feminino nos Jogos Pan-Americanos de 1959 foi realizada em Chicago, Estados Unidos.

## Medalhistas
| Ouro                     | Prata                              | Bronze                         |
| Marlene Ahrens CHI Chile | Marjorie Larney USA Estados Unidos | Amelia Wood USA Estados Unidos |

## Resultados
| Posição           | Nome            | Nacionalidade      | Marca | Notas |
| ----------------- | --------------- | ------------------ | ----- | ----- |
| Medalha de ouro   | Marlene Ahrens  | CHI Chile          | 45.38 |       |
| Medalha de prata  | Marjorie Larney | USA Estados Unidos | 43.65 |       |
| Medalha de bronze | Amelia Wood     | USA Estados Unidos | 42.96 |       |
| 4                 | Peggy Scholler  | USA Estados Unidos | 39.90 |       |
| 5                 | Marlene Silva   | CHI Chile          | 39.03 |       |
| 6                 | Silvia Hunte    | PAN Panamá         | 33.32 |       |